# Митрофан (Сімашкевич)
Митрофа́н (в миру Митрофан Васильович Сімашкевич, 23 листопада 1845, Подільська губернія — 28 липня 1933, Новочеркаськ) — єпископ Російської православної церкви, митрополит Донський і Новочеркаський. Духовний письменник, магістр богослів'я.

## Біографія
У 1871 році закінчив Санкт-Петербурзьку духовну академію зі ступенем кандидата богослів'я.
21 жовтня того ж року призначений викладачем Подільської семінарії з історії церкви та французької мови.
У 1875 році він захистив дисертацію на ступінь магістра богослів'я.
У 1877 році призначений ректором Подільської духовної семінарії. 25 лютого того ж року висвячений на священика і зведений в сан протоієрея.
За роки свого перебування в Подільській семінарії написав ряд робіт з історії рідного краю: "Римське католицтво і його ієрархія на Поділлі (1872), «Історико-географічний нарис Поділля» (1875-1876), «Покажчик історико-археологічних пам'яток Поділля» (1884), «Історико-статистичний опис заштатного міста Хмільника Подільської губернії, Літинського повіту», «Історико-статистичний опис приходу і церкви села Почапинець».
У 1884 році переведений ректором Донської духовної семінарії.
Овдовівши, в 1904 році прийняв чернецтво і зведений в сан архімандрита.
25 листопада 1905 року призначений єпископом Чебоксарським, другим вікарієм Казанської єпархії.
29 січня 1906 хіротонізований на єпископа Чебоксарского, вікарія Казанської єпархії. Хіротонію здійснювали: архієпископ Казанський Димитрій Самбікін, єпископ Симбірський Гурій Буртасовський, єпископ Нижегородський Назарій Кирилов і єпископ Чистопольський Алексій Дородніцин.

### На Пензенській єпархії
16 серпня того ж року прибув до Пензи, а 22 жовтня відбув до Петербурга — клопотати про відновлення занять в Пензенській духовній семінарії, закритої через заворушення. 6 листопада знову повернувся він до Пензи, але 3 січня 1908 року знову вирушив до столиці Російської імперії — для участі в засіданнях Святійшого синоду, який вирішив збільшити склад присутніх на 7-10 архієреїв, в число яких потрапив і єпископ Митрофан. Брав участь і в засіданнях Святійшого синоду під час весняної сесії, у квітні — травні 1908 року. Перебуваючи в 1908 році Петербурзі, надрукував в синодальній друкарні складений ним «Акафіст іже во святих отця нашого Симеона, єпископа Володимирського і Суздальського, Печерському Чудотворцю».
У зв'язку з частими відлученнями єпископа Митрофана за межі своєї єпархії, головним джерелом інформації про неї на перших порах йому служили річні звіти вікарного єпископа Тихона і благочинних.
На той час в середовищі сільських жителів посилювалася пристрасть до азартних ігор, пияцтво, бійки, збільшилася кількість розлучень. Посиленню цих вад сприяла і Російська революція 1905—1907 років.
Для поліпшення родинних стосунків всередині сімей єпископ Митрофан розпорядився створювати «церковні збори, на яких пастирі церкви своєчасно і з належною переконливістю розкриють перед парафіянами виразки, що роз'їдають досі здоровий організм сім'ї, суспільства і держави, в надії загальними силами досягти поліпшення сімейного та приватного життя села»
Алкоголізації сильно сприяла заснована С. Ю. Вітте для поповнення скарбниці державна монополія на торгівлю спиртними напоями. Повсюдно поширився продаж вина на винос, пияцтво стало поширюватися серед жінок, і навіть дітей. Відповіддю церкви на це стало створення в Пензенській єпархії завдяки наполегливості єпископа Митрофана товариств тверезості: за другу половину 1907 року відкрилося 5 товариств тверезості, в 1908 році — 12, в 1909-му — 26, у 1910-му — 32, в 1911 році їх вже було 313, в 1914 році відкрилося ще 245 товариств, і до 1913 року їх стало 558. До початку 1914 року товариств тверезості в Пензенській єпархії стало 595, а всіх непитущих — 21238. Крім того 25 вересня 1911 єпископ Митрофан заснував в Пензі єпархіальне товариство тверезості, що відкрило з 1912 року народні читання релігійно-морального і протиалкогольного змісту, які проходили у недільні дні в Пензенській духовній семінарії, Петропавлівському церковноприходському і Першому міському початковому училищах. З особливою урочистістю відзначалися Всеросійські свята тверезості, перший з яких відбувся в Пензі 28 квітня 1913 року.
Указ Про зміцнення початків віротерпимості активізації різних іншославних конфесій і сект. Згідно з розпорядженням Святійшого синоду від 20-28 травня 1908 єпископ Митрофан зобов'язав займатися викриттям розколу і сектантства всіх пастирів єпархії. Було визнано за доцільне створювати в селах, де проживали розкольники та сектанти, місіонерські гуртки. Спочатку їх було 3, в 1910 році — вже 5. Для підготовки місіонерів були засновані місіонерські курси.
Влітку 1910 року, коли в межах єпархії поширилася епідемія холери, віддав розпорядження настоятелькам Нижньоломовського Успенського, Мокшанского Казанського і Краснослобідського Олександро-Невського жіночих монастирів негайно направити своїх насельниць в села для догляду за хворими.
З ініціативи єпископа Митрофана був проведений збір коштів і побудована в Пензі триповерхова будівля для Тихонівського духовного чоловічого училища.
З 1910 року — почесний член Петербурзької духовної академії.
6 травня 1914 року «за зразково-ревне і відмінно-корисне служіння у священному сані» був удостоєний сану архієпископа.

### На Донській єпархії
10 січня 1915 призначений архієпископом Донським і Новочеркаським, колишній архієпископ Донський і Новочеркаський Володимир зайняв Пензенську кафедру. Здійснюючи 25 січня в кафедральному соборі свою останню в Пензі літургію, промовив: «Шкода мені паству пензенську. Шкода мені її, як первістка мого самостійного архієрейського управління. Любив я її, — і цю любов до неї несу із собою». Через три дні він назавжди покинув Пензу.
Учасник Священного Собору 1917-1918 років в Москві. У 1918 році до свята Паски нагороджений хрестом на клобук.
7 квітня 1919 возведений у сан митрополита.
19-24 травня 1919 року брав участь в роботі Ставропольського церковного Собору. Ухвалою від 22 травня 1919 було засновано Тимчасове вище церковне управління на Південному Сході Російської імперії, головою якого був обраний архієпископ Митрофан. Прийняте Собором звернення до всеросійської пастви виражало позицію засудження більшовизму і прямої підтримки Білого руху.
З відходом білих військ не покинув єпархію і сховався в Старочеркаському монастирі і незабаром повернувся в Новочеркаськ.
У червні 1922 року в Новочеркаськ був спрямований єпископ Мелхиседек Миколаїв з метою насадження «обновленства» в Донській єпархії.
Архієпископ Митрофан при цьому залишив Новочеркаськ, віддалившись в Старочеркаський Єфремівський жіночий монастир без будь-якої офіційної передачі влади, залишивши управління єпархією на свого вікарія, єпископа Аксайського Митрофана Гриньова. Частина новочеркаського духовенства, яка підтримала архієпископа Мелхиседека, створила у зв'язку з самоусуненням архієпископа Митрофана єпархіальний обновленський комітет під головуванням протоієрея Дмитрієва, в складі протоієрея Фоміна, священика Шапошникова і двох мирян. Фактично архієпископ Митрофан поступився їм дорогою, не бажаючи стати на чолі опору. Парафіяльне духовенство області, за винятком міського, було введено в оману, вважаючи, що єпархіальна влада була офіційно передана обновленському виконавчому комітету й обновленському архієпископу Мелхиседеку.
Однак до осені 1923 архієпископ Митрофан знову повертається із «затвора». 5 жовтня в Новочеркаську в співслужінні з єпископом Інокентієм Летяєвим він здійснив хіротонію Захарії Лобова в єпископа Нижньочірського. Подальша активна діяльність вікарного єпископа при мовчазній підтримці правлячого архієрея і явно «ведена» позиція останнього, описана в листах єпископа Захарія до священика П. Фалевіча, дозволяють припустити, що митрополит Митрофан повернувся до архіпастирської діяльності за наполяганням єпископа Захарія.
У 1923 році був заарештований і засланий в Наримський край, повернувся в єпархію на початку 1925 року. Єпархією, мабуть, управляли Аксайські єпископи Митрофан Гриньов, потім Захарія Лобов.

## У григоріанстві
Ухилився в інспірований владою Григоріанський розкол, підписавши послання григоріанської Тимчасової вищої церковної ради від 22 грудня 1925 року. У григоріанстві зберіг титул митрополита Донського і Новочеркаського.
17 квітня 1932 року очолив хіротонію свого сина Юліана Сімашкевича у вікарного єпископа Донського.
Помер в липні 1933 року.

## Твори
- «Історико-статистичний опис заштатного міста Хмільника, Подільської губернії, Літинського повіту». «Подільські Єпархіальні Відомості», 1 869, № 10-13, "Вест. Зап. Ріс. "1870.
- «Черченська печера». "Вест. Зап. Ріс. ", 1879.
- "Дещо з життя преосв. Іоанникія, першого архп. Подільського ". «Подільські Єпархіальні Відомості», 1879, № 16.
- «Римське католицтво і його ієрархія на Поділлі». Кам'янець-Подільський, 1872. «Подільські Єпархіальні Відомості», 1871, 1872.
- «Іст. стат. опис приходу і церкви в Почапинцях». Праця Комітет. для іст. стат. опису Подільської єп. Вип. I.
- «Подільський архієрейський будинок». «Подільські Єпархіальні Відомості», № 2-5, 1874.
- "Пророцтво Наума про Ніневію. Екзегетичнідослідження з нарисом історії ассирійської держави та історико-критичним вирішенням питання про походження книги пророка Наума. Магістерська дисертація. СПБ, 1875.
- «Історико-географічний нарис Поділля». Кам'янець-Подільський, 1875, вип. I. 1876, вип. II, Збірник відомостей про Подільську губернію.
- «Про відкриття Подільського семінарського Свято-Іоаннівського Братства». «Подільські Єпархіальні Відомості», 1881, № 27.
- «Історична замітка про один із найдавніших звичаїв при похованні». «Подільські Єпархіальні Відомості», 1881, № 32.
- «З приводу жіночого звичаю стригти волосся, що знову виникає». Історико-етнографічні замітки. «Подільські Єпархіальні Відомості», 1881, № 32.
- «Яків-Йосип Лейбович Франк». «Подільські Єпархіальні Відомості», 1881, № 33.
- «З приводу нового звинувачення євреїв у вживанні християнської крові». «Подільські Єпархіальні Відомості», 1881, № 34, 35, 37.
- «До питання про поліпшення матеріального побуту Подільського духовенства». «Подільські Єпархіальні Відомості», 1881, № 40, 41.
- «Рахманський великдень і його походження». «Подільський листок», 1881, № 41.
- «Звичай спалювання дідуха». «Подільський листок», 1881, № 46.
- «Кілька заміток для майбутнього єпархіального з'їзду Подільського духовенства». «Подільські Єпархіальні Відомості», 1881, № 51-52.
- «Замітка про християнський звичай носити хрести на персях». «Подільські Єпархіальні Відомості», 1883, № 29.
- «Замітка про один з місцевих релігійних звичаїв». «Подільські Єпархіальні Відомості», 1883, № 31.
- "Про іконостасну ікону, іменовану «Деісус». «Подільські Єпархіальні Відомост», 1883, № 33.
- «Місцевий релігійний звичай -„лежати крижем“ із зауваженнями про деякі інші звичаї». «Подільські Єпархіальні Відомості», 1883, № 34, 35, 37.
- «Повір'я про понеділок». «Подільські Єпархіальні Відомості», 1883, № 40.
- «Анафема і дозвіл від неї по чинопослідуванням уніатської церкви». «Подільські Єпархіальні Відомості», 1883, № 41, 42.
- «Замітка про різноманітність і вишуканість великодніх страв». «Подільські Єпархіальні Відомості», 1884, № 14.
- "Місцеве народне свято «Рахманський великдень». «Подільські Єпархіальні Відомості», 1884, № 18, 19, 22.
- "Місцеве народне свято, іменоване «Розгрями». «Подільські Єпархіальні Відомості», 1884, № 23, 24.
- «Місцевий релігійний звичай на другий день Різдва Христового». «Подільські Єпархіальні Відомості», 1884, № 25.
- "Звичай жертвувати до чудотворних ікон, так звані "вотуми"і «офірки». «Подільські Єпархіальні Відомості», 1884, № 33.
- «Високопреосвященний Леонтій, архп. Холмський і Варшавський». Бібліографічна замітка про твір свящ. Н. Стрешкевіча. «Подільські Єпархіальні Відомості», 1884, № 42.
- «Одне з народних повір'їв про святителя Миколая, Марлікійского Чудотворця». «Подільські Єпархіальні Відомості», 1884, № 49.
- «Покажчик історико-археологічних пам'яток Поділля». Кам'янець-Подільський, 1884.
- «Історичні відомості про хресне знамення». «Подільські Єпархіальні Відомості», 1883, № 46, 47, «Донські Єпархіальні Відомості», 1885.
- «Про деякі місцеві особливості в церковних звичаях і обрядах при похованні й поминанні покійних». «Подільські Єпархіальні Відомості», 1886, № 7.
- «Одне з найдавніших народних повір'їв». «Подільські Єпархіальні Відомості», 1886, № 7.
- «Багато статей вміщено в „Подільському аркуші“ під псевдонімом»
- «До питання про звичаї ворожити на книгах Святого Письма». «Подільські Єпархіальні Відомості», 1890, № 22, «Донські Єпархіальні Відомості», 1890, № 6, "нед. день ", 1890, № 16.
- «Акафіст іже во святих Отця нашого Симону, єпископу Володимирському і Суздальському, Печерському чудотворцеві». Москва, 1892.
- «Хресна дорога старця-архієпископа» // "Додаток до «Церковних Відомостей», 1918, № 17, 18, с. 587